# Südafrikanische Cricket-Nationalmannschaft in Australien in der Saison 2000
Die Tour der südafrikanischen Cricket-Nationalmannschaft nach Australien in der Saison 2000 fand vom 16. bis zum 20. August 2000 statt. Die internationale Cricket-Tour war Teil der internationalen Cricket-Saison 2000 und umfasste drei ODIs. Die ODI-Serie ging 1-1 aus.

## Vorgeschichte
Südafrika spielte zuvor eine Tour in Sri Lanka, für Australien war es die erste Tour der Saison.
Das letzte Aufeinandertreffen der beiden Mannschaften bei einer Tour fand in der Saison 1999/2000 in Südafrika statt.

## Stadion
Für die Tour wurde folgendes Stadion als Austragungsort vorgesehen. Da das Spiel im australischen Winter stattfand, wurde es mit geschlossenem Dach gespielt.
| Stadion          | Stadt     | Kapazität | Spiele      |
| ---------------- | --------- | --------- | ----------- |
| Colonial Stadium | Melbourne | 56.000    | 1. – 3. ODI |

## Kader
Australien benannte seinen Kader am 5. Juli 2000.
| ODI | ODI |
| Australien | Südafrika |
| --- | --- |
| - Steve Waugh (K) - Michael Bevan - Adam Gilchrist (wk) - Jason Gillespie - Ian Harvey - Brett Lee - Shane Lee - Glenn McGrath - Damien Martyn - Ricky Ponting - Andrew Symonds - Shane Warne - Mark Waugh - Steve Waugh | - Shaun Pollock (K) - Nicky Boje - Mark Boucher (wk) - Daryll Cullinan - Boeta Dippenaar - Andrew Hall - Nantie Hayward - Jacques Kallis - Gary Kirsten - Lance Klusener - Neil McKenzie - Makhaya Ntini - Jonty Rhodes - Roger Telemachus - David Terbrugge |

## One-Day Internationals in Melbourne

### Erstes ODI
| 16. August Scorecard | Melbourne | Australien 295-5 (50)          | – | Südafrika 201-7 (50) |
|                      |           | Australien gewinnt mit 94 Runs |   |                      |

### Zweites ODI
| 18. August Scorecard | Melbourne | Südafrika 226-8 (50) | – | Australien 226-9 (50) |
|                      |           | Unentschieden        |   |                       |

### Drittes ODI
| 20. August Scorecard | Melbourne | Südafrika 206-7 (50)         | – | Australien 198-9 (48/48) |
|                      |           | Südafrika gewinnt mit 8 Runs |   |                          |

## Statistiken
Die folgenden Cricketstatistiken wurden bei dieser Tour erzielt.
| ODIs             | ODIs       | ODIs    | ODIs    | ODIs    | ODIs    | ODIs    | ODIs    | ODIs    |
| Batting          | Batting    | Batting | Batting | Batting | Batting | Batting | Batting | Batting |
| Spieler          | Mannschaft | Spiele  | Innings | Runs    | Average | HS      | 100s    | 50s     |
| ---------------- | ---------- | ------- | ------- | ------- | ------- | ------- | ------- | ------- |
| Steve Waugh      | Australien | 3       | 3       | 161     | 80,50   | 114*    | 1       | 0       |
| Michael Bevan    | Australien | 3       | 3       | 142     | 47,33   | 106     | 1       | 0       |
| Adam Gilchrist   | Australien | 3       | 3       | 101     | 33,66   | 63      | 0       | 1       |
| Lance Klusener   | Südafrika  | 3       | 3       | 86      | 43,00   | 49      | 0       | 0       |
| Gary Kirsten     | Südafrika  | 3       | 3       | 74      | 24,66   | 43      | 0       | 0       |
| Bowling          |            |         |         |         |         |         |         |         |
| Spieler          | Mannschaft | Spiele  | Overs   | Wickets | Average | BBI     | 5W      | 10W     |
| Ian Harvey       | Australien | 2       | 20      | 5       | 16,80   | 3/41    | 0       | 0       |
| Nicky Boje       | Australien | 2       | 20      | 4       | 15,50   | 2/29    | 0       | 0       |
| Glenn McGrath    | Australien | 3       | 30      | 4       | 25,25   | 3/26    | 0       | 0       |
| Roger Telemachus | Südafrika  | 3       | 30      | 4       | 31,75   | 2/54    | 0       | 0       |
| Jason Gillespie  | Australien | 2       | 20      | 3       | 26,33   | 3/40    | 0       | 0       |
| Brett Lee        | Australien | 2       | 20      | 3       | 35,66   | 3/56    | 0       | 0       |
| Lance Klusener   | Südafrika  | 3       | 23      | 3       | 37,00   | 2/41    | 0       | 0       |
| Jacques Kallis   | Südafrika  | 3       | 22      | 3       | 44,00   | 1/21    | 0       | 0       |
| Shaun Pollock    | Südafrika  | 3       | 28      | 3       | 44,33   | 2/36    | 0       | 0       |

## Player of the Series
Als Player of the Series wurden die folgenden Spieler ausgezeichnet.
| Serie | Player of the Series |
| ----- | -------------------- |
| ODI   | Nicky Boje           |

### Player of the Match
Als Player of the Match wurden die folgenden Spieler ausgezeichnet.
| Spiel  | Player of the Match |
| ------ | ------------------- |
| 1. ODI | Steve Waugh         |
| 2. ODI | Andrew Hall         |
| 3. ODI | Nicky Boje          |